# Mosquito Island
Cet article concerne l'île des îles Vierges britanniques. Pour l'île située à l'extrême sud-ouest du Sénégal, voir Mosquito Island (Sénégal).
Mosquito Island (quelquefois orthographié Moskito Island) est une île de l'archipel des îles Vierges britanniques située au large de Virgin Gorda et a longtemps été un emplacement apprécié par les plongeurs et les marins. Richard Branson achète l'île en 2007 pour 15 millions de dollars.
L'île est située sur le côté ouest du détroit de Gorda adjacent à Virgin Gorda et à proximité de Necker Island, qui appartient également à Richard Branson.
La compagnie Virgin Limited Edition de Branson planifie de transformer l'île en une station d'écotourisme et veut porter une grande attention envers l'environnement en minimisant son empreinte carbone tout au long de son développement. Branson annonce en avril 2011 qu'il envisage d'introduire des lémurs cattas de certains zoos du Canada, de Suède et d'Afrique du Sud sur l'île. Plus tard, des introductions de makis varis roux et éventuellement de propithèques pourraient suivre, des projets qui seront critiqués et accueillis avec méfiance, notamment pour leur impact possible sur les espèces indigènes telles que Sphaerodactylus parthenopion.